# Bohor Hallegua
 (novembre 2020).
Bohor Hallegua (autres orthographes : Alega, Allegat ou Hallegna; bl. 1912-1926) est un joueur d'échecs ottoman-français qui a attiré l'attention au milieu des années 1910 dans plusieurs tournois à Paris et au congrès allemand d'échecs à Mannheim. En l'espace de deux ans, il affronte deux futurs champions du monde et deux anciens challengers du championnat du monde. Son classement Edo était de 2 370 points en 1914 [classement mis à jour en 2018].

## Biographie

### Origines
Peu d'informations sont disponibles sur la vie privée d'Hallegua. On sait qu'il a fréquenté un lycée à Paris « quelques années » avant sa première apparition publique - peut-être vers 1910 - et a été qualifié de « jeune homme » en 1914. Il parlait évidemment la langue française couramment. Cela soulève des questions sur sa nationalité, qui n'est pas pleinement établie. La plupart des publications le qualifient de Turc, mais en 1991, le British Chess Magazine mentionna que, lorsqu'il participa au tournoi de 1914 à Mannheim, il était en fait un Turc pour la France (« Bien que jouant sous les couleurs françaises, Hallegua était un Turc (...) »). Il est donc possible qu'il ait eu les deux nationalités.
Le nom de famille Hallegua indique une origine de la grande communauté juive de Thessalonique, où il existait sous de nombreuses orthographes à l'époque en question - notamment Chalegua, Haleguoa, Halleova, Halegova. La ville appartenait à l'Empire ottoman entre 1430 et 1912. La vie juive y remonte principalement aux séfarades, expulsés de tous les territoires de Castille et d'Aragon avec l'édit de l'Alhambra en 1492 et auxquels le sultan ottoman Bayézid II avait donné refuge.

### Apparition dans les cercles d'échecs parisiens
Hallegua a appris à jouer aux échecs relativement tard pendant son séjour au lycée de Paris. On rapporte qu'il a joué plus tard régulièrement dans le groupe d'échecs de l'Académie Ludo dans le quartier latin de Paris. Le 4 juin 1912, il participe à une partie simultanée d'Edward Lasker au café du Lion, 5 avenue d'Orléans. Celui-ci a concouru devant plus de 150 spectateurs contre 35 adversaires en parallèle. 26 de ces matchs se sont terminés par une victoire de l'Allemand, quatre nuls et dans cinq cas les adversaires de Lasker l'ont emporté - l'un d'entre eux était Hallegua, de la Régence.
Avec A. Kramer, il joua avec les blancs en mai 1913 dans un match de consultation contre Leo Nardus et David Janowski — qui n'avaient joué pour le titre mondial que deux ans et demi plus tôt — et perdit après 32 coups. Quelques mois plus tard, le 25 octobre 1913, Hallegua fait partie des joueurs d’une autre épreuve simultanée, cette fois animée par José Raúl Capablanca au club d'échecs du Café Continental. Le seul Cubain de 24 ans a réalisé sa percée internationale lors d'un tournoi à Saint-Sébastien en 1911. Il était considéré comme un aspirant joueur de classe mondiale et avait déjà négocié sans succès les conditions d'un match de championnat du monde avec le tenant du titre Emanuel Lasker. Capablanca a remporté 28 des 33 matchs ; trois matchs ont été tirés au sort et deux joueurs, dont Hallegua, ont pu s'imposer contre les champions. Ce succès aurait dû accroître considérablement sa réputation au sein de la scène échiquéenne parisienne.
En février et mars 1914, au célèbre café de la Régence parisien, il prend la deuxième place d'un tournoi à un tour avec dix participants derrière Janowski et devant, par exemple, Frédéric Lazard. Il a obtenu six points en neuf matchs (+ 5, = 2, - 2). Au cours des mois suivants, plusieurs rencontres ont suivi — initialement sous la forme de trois autres parties de conseil — avec Frank Marshall, qui avait été un prétendant au titre mondial en 1907 : Le 10 avril 1914, Hallegua a remporté le club d'échiquier de L'échiquier avec Marshall et Nardus après 36 coups avec les blancs contre MD Altintope, de Cramer et Alexandre Téléguine. Après le retour de Marshall du tournoi de Saint-Pétersbourg, Hallegua a joué les noirs avec Téléguine contre lui et Vasili soldatskow à la fin du mois de mai; L'ancien duo a abandonné après 44 coups. Finalement, Hallegua, de Cramer, Téléguine et Humbert ont pu vaincre Marshall, Soldierskow et Luedeck après 61 coups le 27 juin avec les blancs. Hallegua a perdu les trois matchs contre Marshall, André Muffang et le futur champion du monde Alexandre Alekhine et a terminé dernier dans une compétition à quatre de haut niveau organisée par l’échiquier au Café Continental du 12 au 14 juillet. Il a ensuite joué un match amical contre Alekhine, mais a dû admettre sa défaite à nouveau après seulement 25 coups avec les pièces blanches.
L'hebdomadaire espagnol La Ilustración Española y Americana décrivait rétrospectivement Hallegua en septembre 1919 comme le joueur le plus fort de Paris à l'époque (sp. : « El más fuerte jugador de París »), mais cela ne correspond pas avec ses résultats.

### Succès à Mannheim
Il participe au tournoi B de Mannheim (le Hauptturnier du 19e congrès allemand d'échecs) qui est interrompu par la Première Guerre mondiale alors qu'il est en tête après onze rondes.

## Liste de parties jouées
| Date                 | Événement                                       | Lieu     | Partenaire(s)                                | Adversaire(s)                                     | Couleur | Nombre de coups | Résultat |
| -------------------- | ----------------------------------------------- | -------- | -------------------------------------------- | ------------------------------------------------- | ------- | --------------- | -------- |
| 04.06.1912           | Partie simultanée                               | Paris    |                                              | Edward Lasker                                     |         |                 | Gain     |
| XX.05.1913           | Partie en consultation                          | Paris    | A. Kramer                                    | David Janowski / Léo Nardus                       | Blancs  | 32              | Défaite  |
| 25.10.1913           | Partie simultanée                               | Paris    |                                              | José Raúl Capablanca                              |         |                 | Gain     |
| XX.02. – XX.03. 1914 | Tournoi à dix joueurs                           | Paris    |                                              | David Janowski                                    |         |                 | Défaite  |
| XX.02. – XX.03. 1914 | Tournoi à dix joueurs                           | Paris    |                                              | M. D. Altintope                                   |         |                 | Défaite  |
| XX.02. – XX.03. 1914 | Tournoi à dix joueurs                           | Paris    |                                              | Cramer                                            |         |                 | Nulle    |
| XX.02. – XX.03. 1914 | Tournoi à dix joueurs                           | Paris    |                                              | M. Polikier                                       |         |                 | Nulle    |
| XX.02. – XX.03. 1914 | Tournoi à dix joueurs                           | Paris    |                                              | Alexandre Téléguine                               |         |                 | Gain     |
| XX.02. – XX.03. 1914 | Tournoi à dix joueurs                           | Paris    |                                              | Eugène Chatard                                    |         |                 | Gain     |
| XX.02. – XX.03. 1914 | Tournoi à dix joueurs                           | Paris    |                                              | Frédéric Lazard                                   |         |                 | Gain     |
| XX.02. – XX.03. 1914 | Tournoi à dix joueurs                           | Paris    |                                              | P. Humbert                                        |         |                 | Gain     |
| XX.02. – XX.03. 1914 | Tournoi à dix joueurs                           | Paris    |                                              | J. Garcin                                         |         |                 | Gain     |
| 10.04.1914           | Partie en consultation                          | Paris    | Frank Marshall / Léo Nardus                  | M. D. Altintope / de Cramer / Alexandre Téléguine | Blancs  | 36              | Gain     |
| XX.05.1914           | Partie en consultation                          | Paris    | Alexandre Téléguine                          | Frank Marshall / Wassili Soldatenkow              | Noirs   | 44              | Défaite  |
| 27.06.1914           | Partie en consultation                          | Paris    | De Cramer / Alexandre Téléguine / P. Humbert | Frank Marshall / Wassili Soldatenkow / K. Luedeck | Blancs  | 61              | Gain     |
| 12. – 14.07 .1914    | Tournoi à quatre                                | Paris    |                                              | André Muffang                                     |         |                 | Défaite  |
| 12. – 14.07 .1914    | Tournoi à quatre                                | Paris    |                                              | Alexandre Alekhine                                | Noirs   | 44              | Défaite  |
| 12. – 14.07 .1914    | Tournoi à quatre                                | Paris    |                                              | Frank Marshall                                    |         |                 | Défaite  |
| 15.07.1914           | Partie amicale                                  | Paris    |                                              | Alexandre Alekhine                                | Blancs  | 25              | Défaite  |
| 20.07. – 01.08 .1914 | Hauptturnier (tournoi des non maîtres) groupe A | Mannheim |                                              | Oscar Tenner                                      |         |                 | Défaite  |
| 20.07. – 01.08 .1914 | Hauptturnier (tournoi des non maîtres) groupe A | Mannheim |                                              | Fedor Bogatyrtchouk                               |         |                 | Nulle    |
| 20.07. – 01.08 .1914 | Hauptturnier (tournoi des non maîtres) groupe A | Mannheim |                                              | B. Studt                                          |         |                 | Nulle    |
| 20.07. – 01.08 .1914 | Hauptturnier (tournoi des non maîtres) groupe A | Mannheim |                                              | Karel Opočenský                                   |         |                 | Nulle    |
| 20.07. – 01.08 .1914 | Hauptturnier (tournoi des non maîtres) groupe A | Mannheim |                                              | Gunnar Gundersen                                  |         |                 | Nulle    |
| 20.07. – 01.08 .1914 | Hauptturnier (tournoi des non maîtres) groupe A | Mannheim |                                              | Carl Ahues                                        |         |                 | Gain     |
| 20.07. – 01.08 .1914 | Hauptturnier (tournoi des non maîtres) groupe A | Mannheim |                                              | Sigmund Herland                                   |         |                 | Gain     |
| 20.07. – 01.08 .1914 | Hauptturnier (tournoi des non maîtres) groupe A | Mannheim |                                              | Willem Schelfhout                                 | Noirs   | 42              | Gain     |
| 20.07. – 01.08 .1914 | Hauptturnier (tournoi des non maîtres) groupe A | Mannheim |                                              | Alekseï Selesnieff                                |         |                 | Gain     |
| 20.07. – 01.08 .1914 | Hauptturnier (tournoi des non maîtres) groupe A | Mannheim |                                              | Wilhelm Hilse                                     |         |                 | Gain     |
| 20.07. – 01.08 .1914 | Hauptturnier (tournoi des non maîtres) groupe A | Mannheim |                                              | Wilhelm Schönmann                                 |         |                 | Gain     |
| 1914 – 1915          | Partie par correspondance                       | X        |                                              | P. Humbert                                        | Noirs   | 61              | Défaite  |
| 23.05.1915           | Partie en consultation                          | Paris    | P. Humbert                                   | Arnold Aurbach / J. Lew                           | Blancs  | 31              | Défaite  |
| 24.05.1915           | Partie amicale                                  | Paris    |                                              | Arnold Aurbach                                    | Blancs  | 23              | Défaite  |